# Distrito electoral de Brace (condado de Gosper, Nebraska)
Brace (en inglés: Brace Precinct) es un distrito electoral ubicado en el condado de Gosper en el estado estadounidense de Nebraska. En el Censo de 2010 tenía una población de 112 habitantes y una densidad poblacional de 1,2 personas por km².

## Geografía
Brace se encuentra ubicado en las coordenadas 40°39′26″N 99°55′41″O / 40.65722, -99.92806. Según la Oficina del Censo de los Estados Unidos, Brace tiene una superficie total de 93.29 km², de la cual 92.52 km² corresponden a tierra firme y (0.83%) 0.77 km² es agua.

## Demografía
Según el censo de 2010, había 112 personas residiendo en Brace. La densidad de población era de 1,2 hab./km². De los 112 habitantes, Brace estaba compuesto por el 100% blancos. Del total de la población el 2.68% eran hispanos o latinos de cualquier raza.